# Regione Viamala
La regione Viamala è una regione del Canton Grigioni, in Svizzera, istituita il 1º gennaio 2016 quando nel cantone le funzioni dei distretti e quelle dei circoli, entrambi soppressi, sono stati assunti dalle nuove regioni; il territorio della nuova regione Viamala coincide con quello del vecchio distretto di Hinterrhein.
Prende il nome dalla Via Mala e il capoluogo è Thusis.

## Geografia fisica
La massima elevazione della regione è l'Adula (3 402 m s.l.m.). Le altre cime principali sono il Güferhorn (3 383 m), il Pizzo Tambò (3 279 m), il Piz Grisch (3 062 m), il Piz Beverin (2 998 m) e il Piz Curvér (2 972 m).
I corsi d'acqua principali della regione sono il Reno Posteriore (in tedesco: Hinterrhein), con gli affluenti Albula e Reno di Ferrera (Val Ferrera), formato dalla confluenza del Reno di Avers (Val d'Avers) e del Reno di Madris (Val Madris).
La regione è formata da una valle principale, divisa in tre sezioni, oltre che dalle numerose altre valli tributarie del Reno Posteriore;
- Il Rheinwald (dal latino Rhein vallis, valle del Reno) costituisce il primo tratto del fiume, dalla sorgente sull'Adula fino alla gola della Rofla
- Lo Schams è il tratto centrale del fiume, che va dalla gola della Rofla all'imbocco della Viamala (la zona della Viamala non fa tecnicamente parte dello Schams, in quanto territorio a sé stante)
- Prende il nome di Domigliasca l'ultimo tratto, quello che va da Thusis fino alla confluenza del fiume nel Reno Anteriore a Reichenau

La regione confina con le regioni Surselva a nord-ovest, Imboden a nord, Plessur a nord-est, Albula a est, Maloja a sud-est e Moesa a sud-ovest, con l'Italia (Provincia di Sondrio in Lombardia) a sud e con il Canton Ticino (distretto di Blenio) a ovest.

## Infrastrutture e trasporti

### Strade
Il territorio della regione è attraversato dall'autostrada A13/E43 Sankt Margrethen-Bellinzona, che collega il nord-est della Svizzera con il Canton Ticino attraverso Coira ed il San Bernardino. L'autostrada ha uscite nella regione a Rothenbrunnen, Thusis nord, Thusis sud, Viamala, Zillis, Andeer, Rofla-Avers, Sufers, Splügen, Medels, Nufenen, Hinterrhein e Passo del San Bernardino.

### Strade principali
Nella regione sono presenti 4 strade principali:
- La strada principale 13 che attraversa il territorio della regione congiungendo il passo del San Bernardino a Coira passando per Thusis e per le tre valli principali della regione
- La strada principale 567 che da Splugen porta al Passo dello Spluga (che da qui diventa la strada statale 36 del lago di Como e dello Spluga e porta in ordine a Chiavenna, Colico, Lecco e Milano)
- La strada principale 743.00, che porta da Andeer in Val Ferrera e da qui in Val d'Avers fino a Juf (questa strada porta anche, attraverso una strada che parte poco prima di Campsut, alla diga della Valle di Lei e quindi all'Italia)
- La strada principale 417, che collega Thusis con Tiefencastel

### Ferrovie
La regione è servito dalla linea Tiefencastel-Coira della Ferrovia retica, con le stazioni di Thusis, di Cazis, di Rodels-Realta e di Rothenbrunnen. Da Thusis è disponibile il servizio di trasporto auto per Samedan.

### Valichi di frontiera
È presente un valico di frontiera tra Svizzera e Italia: il Passo dello Spluga (Splügen/Chiavenna).

### Dighe
Lungo il corso del Reno Posteriore si trova la diga di Sufers.

## Geografia antropica

### Suddivisioni amministrative
La regione Viamala è divisa in 19 comuni, elencati di seguito in ordine alfabetico:
| Pos. | Stemma | Nome               | Abitanti | Superficie in km² |
| ---- | ------ | ------------------ | -------- | ----------------- |
| 1    |        | Andeer             | 908      | 46.3              |
| 2    |        | Avers              | 168      | 93.12             |
| 3    |        | Cazis              | 2087     | 31.18             |
| 4    |        | Domleschg          | 1943     | 45.94             |
| 5    |        | Ferrera            | 87       | 75.46             |
| 6    |        | Flerden            | 229      | 6.09              |
| 7    |        | Fürstenau          | 345      | 1.32              |
| 8    |        | Masein             | 475      | 4.2               |
| 9    |        | Muntogna da Schons | 363      | 53.59             |
| 10   |        | Rheinwald          | 645      | 136.82            |
| 11   |        | Rongellen          | 59       | 2.02              |
| 12   |        | Rothenbrunnen      | 303      | 3.11              |
| 13   |        | Scharans           | 820      | 14.29             |
| 14   |        | Sils im Domleschg  | 927      | 9.28              |
| 15   |        | Sufers             | 125      | 34.62             |
| 16   |        | Thusis             | 3025     | 6.81              |
| 17   |        | Tschappina         | 126      | 24.67             |
| 18   |        | Urmein             | 141      | 4.33              |
| 19   |        | Zillis-Reischen    | 403      | 24.48             |